# 巴德姆
巴德姆是德国莱茵兰-普法尔茨州的一个市镇。总面积9.16平方公里，总人口1049人，其中男性516人，女性533人（2011年12月31日），人口密度115人/平方公里。